# Pic Mitre (Nouvelle-Zélande)
Pour les articles homonymes, voir Pic Mitre (homonymie).
Le pic Mitre, Mitre Peak en anglais, est un sommet de Nouvelle-Zélande situé dans le district de Southland. Il culmine à 1 683 mètres d'altitude à l'ouest de Milford Sound, un fjord à sa base. Ce faisant, il relève du parc national de Fiordland.